# نيكولاس هرنانديز رودريغيز
نيكولاس هرنانديز رودريغيز (بالإسبانية: Nicolás Hernández Rodríguez) هو لاعب كرة قدم كولومبي في مركز الدفاع، ولد في 1998 في فيلافيسنسيو في كولومبيا. لعب مع أتلتيكو ناسيونال وإنديبنديينتي سانتا في.

## وصلات خارجية
- نيكولاس هرنانديز رودريغيز على موقع قاعدة بيانات كرة القدم.إي يو (الإنجليزية)
- نيكولاس هرنانديز رودريغيز على موقع Soccerway.com (الإنجليزية)